# Mělické písníky
Mělické písníky jsou vodní plochy vzniklé zatopením lomu po těžbě štěrkopísku ležící asi pět kilometrů východně od města Přelouč mezi obcemi Lohenice a Mělice v okrese Pardubice.
Písníky s průzračnou vodou obklopují borové lesy a nabízejí koupání v čisté a poměrně teplé vodě. Velké vodní plochy mohou využít také majitelé surfů nebo zájemci o vodní lyže. V letním období jsou písníky velmi oblíbeným rekreačním místem, kolem břehů jsou karavany a velké množství koupajících, funguje zde i několik stánků s občerstvením.
Mají dvě části Mělice I a Mělice II.

## Galerie

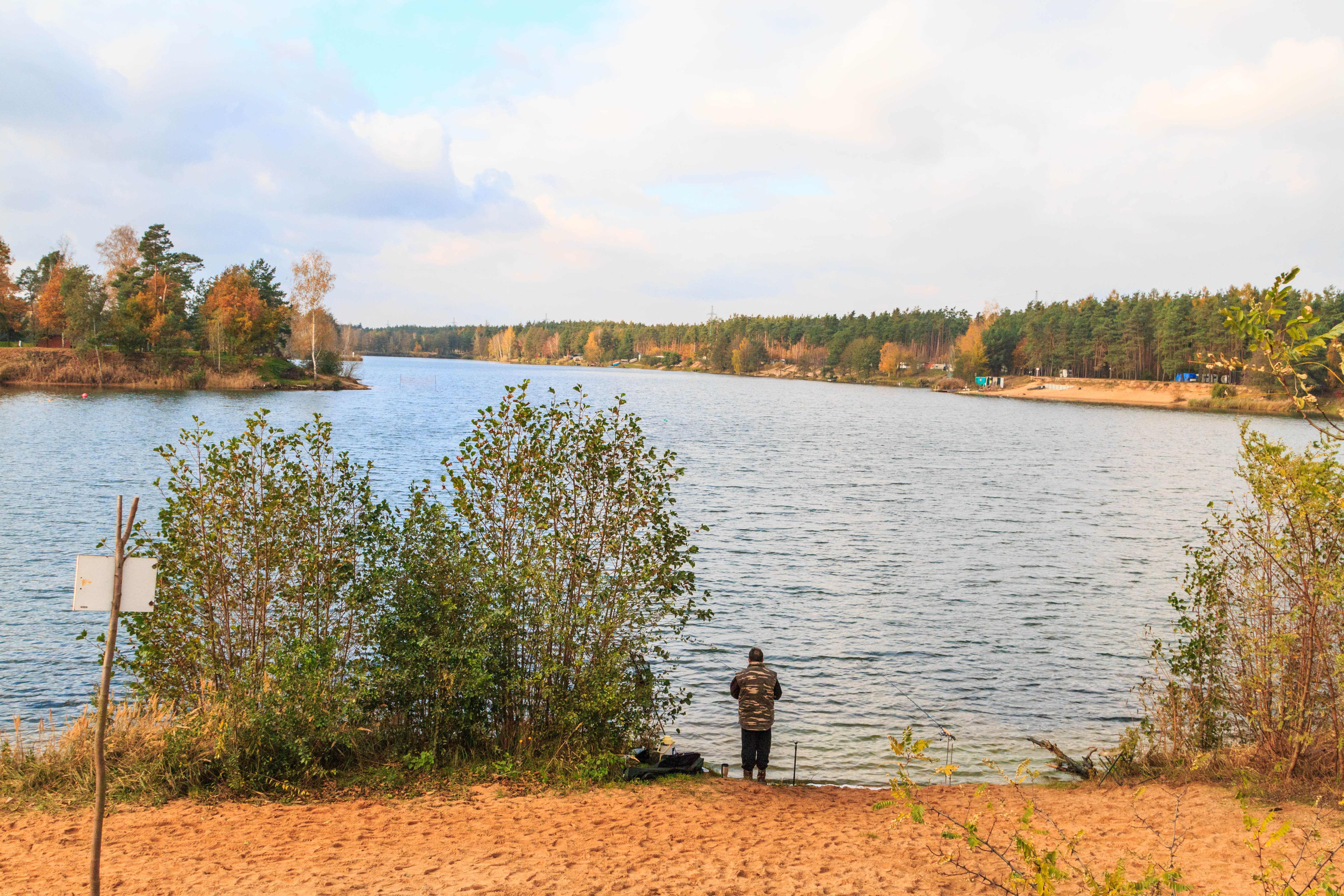
Mělické písníky
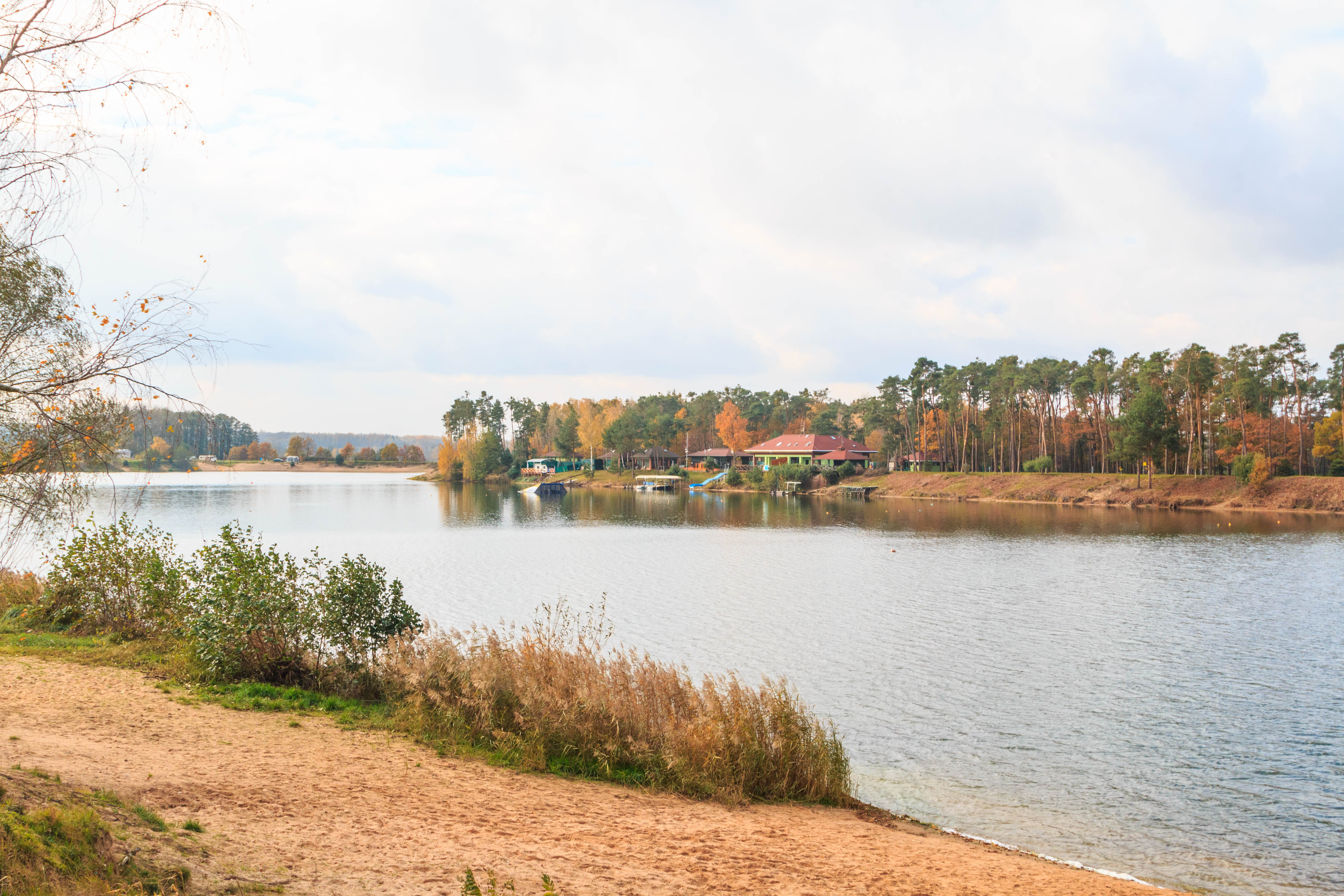
Mělické písníky
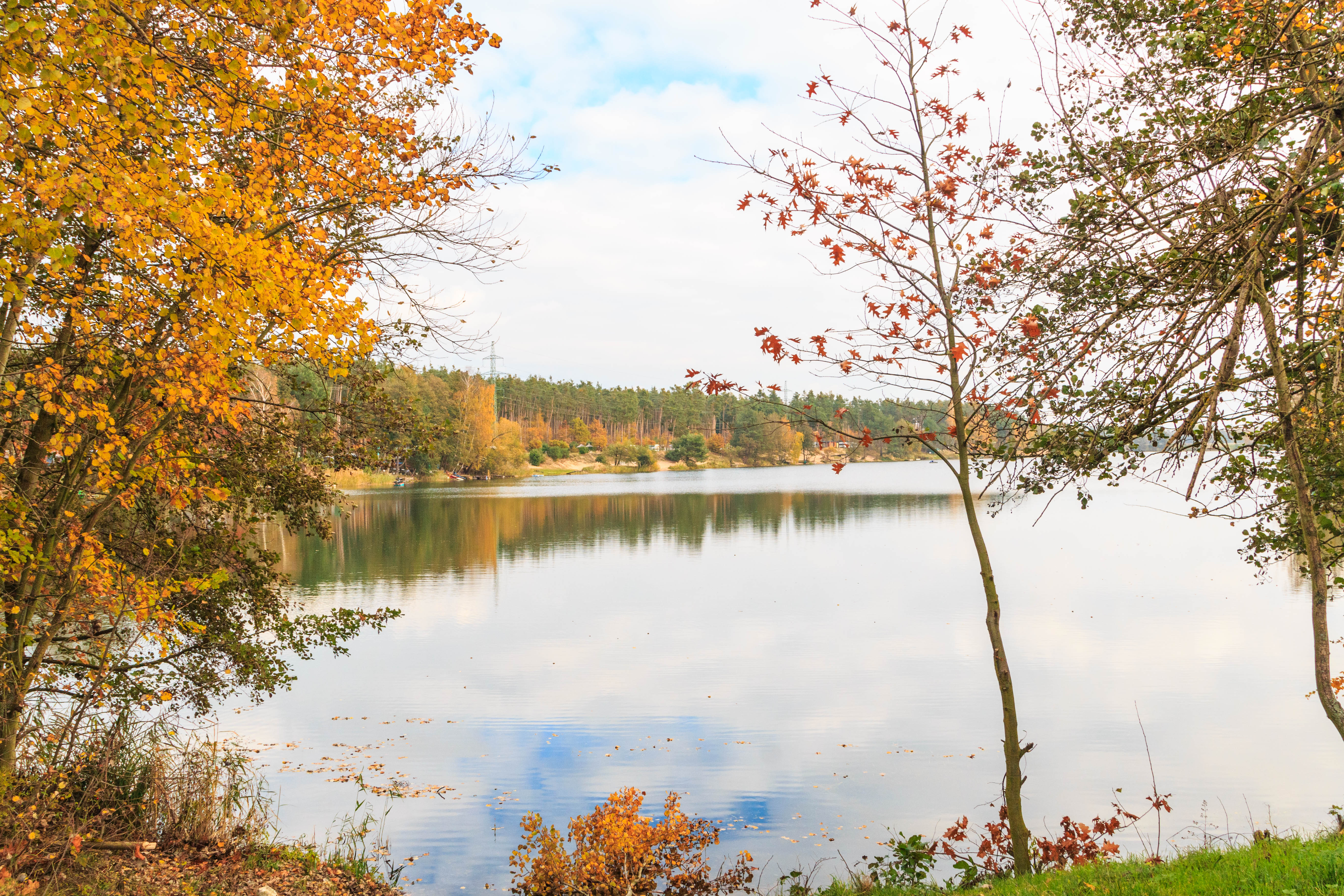
Mělické písníky
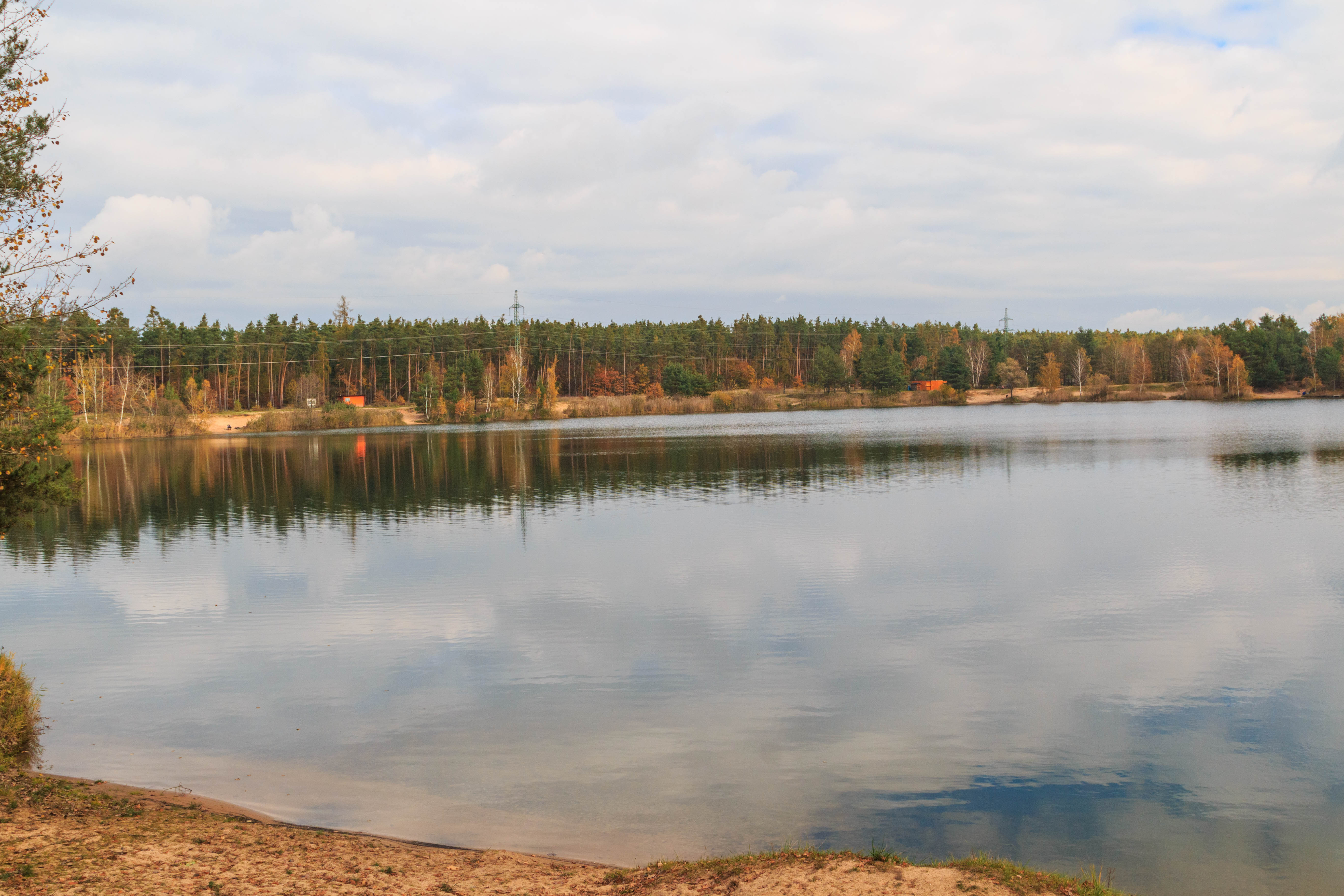
Mělické písníky